# Titularbistum Vegesela in Numidia
Vegesela in Numidia (italienisch Vegesela di Numidia) ist ein Titularbistum der römisch-katholischen Kirche.
Die in Nordafrika gelegene Stadt war ein alter römischer Bischofssitz, der im 7. Jahrhundert mit der islamischen Expansion unterging. Er lag in der römischen Provinz Numidien.
| Titularbischöfe von Vegesela in Numidia |                             |                                                            |                   |                   |
| Nr.                                     | Name                        | Amt                                                        | von               | bis               |
| 1                                       | Idílio José Soares          | emeritierter Bischof von Santos (Brasilien)                | 21. November 1966 | 10. Dezember 1969 |
| 2                                       | Eduardo Larraín Cordovez    | emeritierter Bischof von Rancagua (Chile)                  | 2. Februar 1970   | 20. Oktober 1970  |
| 3                                       | Fernando Ramon Prego Casal  | Weihbischof in Cienfuegos (Kuba)                           | 13. November 1970 | 24. Juli 1971     |
| 4                                       | Moacyr Grechi OSM           | Prälat von Acre und Purus (Brasilien)                      | 20. Juli 1973     | 26. Mai 1978      |
| 5                                       | Severo Aparicio Quispe OdeM | Weihbischof in Cuzco (Peru)                                | 11. Dezember 1978 | 6. Mai 2013       |
| 6                                       | Juarez Delorto Secco        | Weihbischof in São Sebastião do Rio de Janeiro (Brasilien) | 7. Juni 2017      | 13. Dezember 2023 |
| 7                                       | Josaphat Jackson Bududu     | Weihbischof in Tabora (Tansania)                           | 26. Februar 2025  |                   |